# Хори-туматы
Хори-туматы (монг. хорь-түмэд) — монгольская народность, упоминаемая в письменных источниках с XIII века; в некоторых источниках, в частности в «Сборнике летописей» Рашид ад-Дина, туматы указаны отдельно, хотя и в географической близости от хори. В настоящее время хори-буряты проживают преимущественно в Бурятии, а родственная им ветвь тумэтов — преимущественно на территории Внутренней Монголии. 

## История
До миграции в XIII веке в Южную Монголию туматы обитали у Байкала на современных территориях Бурятии и Иркутской области, в стране Баргуджин-Тукум. Название «тумат» этимологизируется из монгольского «түмэн» — «десять тысяч» и суффикса множественного числа «д». Слово «хорь» означает по-монгольски «двадцать».
Существует теория о том, что южномонгольская общность тумэт (основное население государства Алтан-хана) является ветвью северных баргуджинских туматов. Теория поддерживается Д.Д. Нимаевым и учёными из Монголии и Внутренней Монголии КНР. В число монгольских исследователей, поддерживающих данную теорию входит Аюудайн Очир.
Целостной картины происхождения и распространения по огромным пространствам Сибири и Центральной Азии термина «тумат/тумэт» пока не представлено. Связь между бурятскими, якутскими, хакасскими, алтайскими и другими туматами до конца не ясна.
В Якутии и Горном Алтае зафиксированы этнические группы разного таксонимического уровня, именуемые туматами. В Горном Алтае туматы составляют небольшой род, объединяющийся с тремя другими родами монгольского происхождения — найман, мэркит и чорос.
В Хакасии сейчас остались носители фамилии Байдошевы, считающиеся потомками исчезнувшего, но некогда крупного народа тумат. На территории этой республики остался топоним Тумат чаазы. Считается, что в этой местности некогда жил крупный народ тумат.
В Туве туматы составляют небольшой род, соответственно встречаются люди с фамилией Тумат, равно как существуют местности с таким названием (Тумат-тайга и др.).
Топонимы Тумат встречаются на территории Сибири вплоть до берегов Тихого океана. Среди монголов этноним «тумат» встречается у одноименного рода в Дундговь (в районе Мандалговь, Монголия).

## Письменные памятники средневековья о туматах

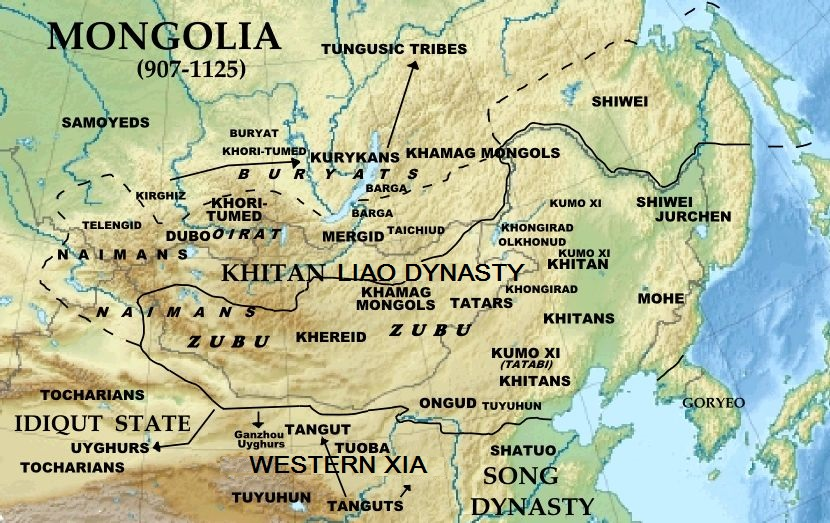
Монгольское государство Ляо в 907—1125 гг.

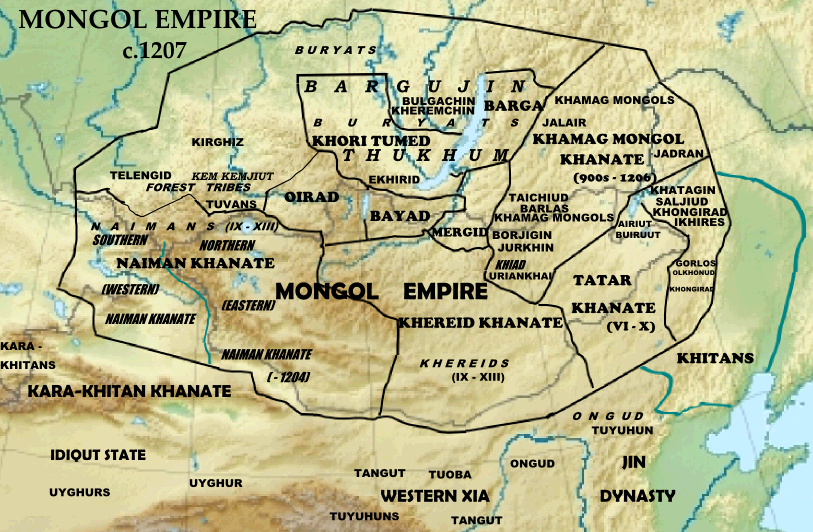
Монгольская империя в 1207 г.

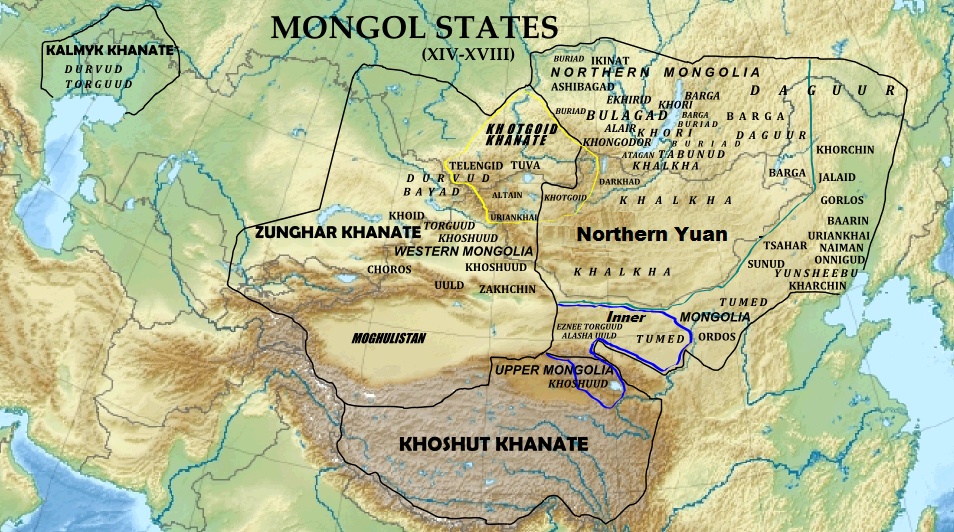
Монгольские государства в XVII в. Монгольский каганат, Джунгарское ханство, Хошутское ханство, Хотогойтское ханство, Калмыцкое ханство и Могулистан

В «Сборнике летописей» Рашид-ад-дина туматы, хоринцы (в тексте летописи кори, то есть хори), туласы и баргу объединены под общим наименованием баргутов в стране Баргуджин-Тукум. Есть мнение, что это отразило факт культурно-языковой общности четырёх перечисленных групп.
В «Сокровенном сказании монголов», написанном в середине XIII века, хори-туматы упоминаются как народ, из которого произошла Алан-гоа, считающаяся прародительницей монгольской общности нирун, состоящей из ряда племён и родов, в том числе племени Чингисхана борджигин. Там же описан начальный период взаимоотношений между хори-туматами и империей Чингисхана, в том числе хори-туматское восстание 1217 года. «Сборник летописей» вместо хори-туматов родом Алан-гоа называет кураласов, а в описании событий 1217—1218 годов использует только термин «тумат» (без «хори»).
В «Алтан Тобчи» Лубсана Данзана (начало XVII века) хори-туматы из сюжета об Алан-гоа выпали, но упоминаются как народ, оказавший сопротивление монгольским войскам около 1217 года.
В маньчжурских летописях упоминаются «монголы из аймака тумот», уничтожившие династию Нара в княжестве Ехэ (самое западное владение Хайси-Хулуньского объединения на территории Маньчжурии), и основавшие собственную линию местных правителей. Эта династия «монголов тумот» также поддерживала брачные связи с монгольскими ханствами: супругой чахарского хана Лигдана и последней хранительницей печати Чингисхана была Сутай, внучка правителя Ехэ. Кроме того, Тайху, другая внучка ехэского князя была замужем за далай-хун-тайджи Шолоем (будущим Сэцэн-ханом Восточной Халхи).

## Фольклор о туматах
В фольклорных текстах якутов и хакасов туматы упоминались до середины XX века. В бурятских текстах фигурирует наименование тумэт, как правило, в паре с хори. Варианты: хори тумэт, хори хухэ тумэт (хухэ бур. «синий»).
В Якутии, как пишет исследователь В. Ушницкий со ссылкой на С. И. Боло, «имеется фольклорное сведение о том, что туматов с долины Туймаады изгнал Омогой Баай, победив их. Особое воинственное племя тумат, проиграв в войне с Омогоем, перекочевало на север в сторону Вилюя и там осело. От их потомков произошли туматские роды северных районов (Боло С. И., 1994, с. 256). Судя по этим преданиям, туматы до прихода саха могли проживать на территории Средней Лены и только потом сосредоточиться на Нижнем и Среднем Вилюе. Имя туматов запечатлено в названии села Тумат в Усть-Янском улусе Республика Саха (Якутия).

## Теории происхождения туматов

### Теория войсковой организации
В XIX—XX веках в сознании монголов, и особенно бурят, термин «тумат» из письменных памятников предшествующих эпох ассоциировался со словом тумэн («десять тысяч»). В народном понимании словосочетание хори-тумат бытовало как «хоринские тумэны», образное название войсковой организации. В бурятских фольклорных текстах фигурируют только вариант түмэд (не тумат), и под этим термином не подразумевается особая этническая группа. Разница в огласовке термина не останавливает сторонников отождествления общностей (и терминов) тумат и тумэт, поскольку, указывают они, в изначальном виде слово «десять тысяч» звучало туман, а не тумэн (во множественном числе монг. «тумэн» дает «тумэт», как «туман» — «тумат»). Кроме того, в исследованиях южномонгольских учёных приводится мысль о том, что вариативность гласного ряда была присуща ещё тексту «Сокровенного сказания монголов».
Народное понимание термина «тумат/тумэт» развил Г. Д. Санжеев, обосновавший теорию о том, что туматы были войсковой организацией тех же хоринцев. Он же обратил внимание на тот факт, что в «Сборнике летописей Рашид ад-Дина» туматы названы «племенем и войском». Отсюда проистекал тезис о том, что «племя и войско» в данном случае это хори и тумат. Близкую позицию занимает сейчас Д. Д. Нимаев.

### Теория тюркского происхождения
Явное влияние Г. В. Ксенофонтова (хотя ссылок на него нет) видно в монографии Ц. Б. Цыдендамбаева «Бурятские исторические хроники и родословные», где автор попытался построить свою версию этногенеза различных бурятских групп, в том числе хоринцев. Ц. Б. Цыдендамбаев пошёл ещё дальше Ксенофонтова и, всерьёз не рассматривая теории о социальном характере туматской группы, также решил, что она являлась племенем (этносом), причем тюркского происхождения и даже ведущим в союзе племён хори и тумат. Способом, которым крупный учёный, специалист по письменным памятникам бурят, вывел тюркское происхождение туматов, был анализ тотемического мифа о происхождении хори-бурят от небесной богини, оборачивающейся в лебедя или в юную девушку. Цыдендамбаев предположил, что миф тюркский по происхождению, а в поисках источника заимствования тюркского мифа, он обратился к туматам. Не найдя других кандидатур на роль этноса, давшего хоринцам сюжет о лебеде, он решил, что то были туматы, а значит они были тюрками. Ведущую роль туматов в союзе он вывел из того факта, что в парном наименовании хори-тумат, термин тумат идет на втором месте, являясь определяемым. Позже такая трактовка была подвергнута резкой критике со стороны Д. Д. Нимаева: в двойных названиях народов, известных из монгольских источников, халха-монгол или бурят-монгол, халха или буряты не находятся в союзе с монголами, или даже в зависимости от них. Халха и бурят в данном случае это просто часть монголов. Другие случаи парных наименований из монгольских летописей, которые приводит уже Д. В. Цыбикдоржиев — «ойрат-бурят» и «солонгос-мэркит», также не дают повода считать, что ойраты или солонгосы находились в подчиненном положении относительно бурят или мэркитов. Тем не менее, теория Ц. Б. Цыдендамбаева, получила широкую известность и популярность. В различных вариациях (с небольшими изменениями) она нашла отражение в работах Н. П. Егунова, Б. Р. Зориктуева и других.

### Теория мужского союза
В последние годы Д. В. Цыбикдоржиев развивает теорию о том, что туматы, упомянутые в «Сокровенном сказании» и «Сборнике летописей», являли собой суть тех же хори, но он не настаивает на простой войсковой интерпретации такого рода двойной структуры — «этнос + социальная группа». Также автор не склонен усматривать в термине «тумат» монгольское (или тюркское) понятие «десять тысяч» или «тумэн». По этой теории туматы по своему происхождению являлись военизированным мужским союзом (или тайным союзом, secret society, männerbund) или мужским объединением. По той причине, что молодёжь из такого рода союзов составляла наиболее буйную часть общества, она, образно говоря, «шла впереди» во время военных столкновений и нередко сама провоцировала их, часто идя вразрез с политикой племени. Облавные охоты, охрана табунов, набеги на соседей — наиболее характерный род занятий воинских юношеских организаций у кочевников и культурно близких к ним этносов. Частые столкновения с ними сделали именно название союза тумат более известным у соседей хори, чем их эндоэтноним. Таким образом, у этносов, соседствовавших с хори, слово тумат стало олицетворять самих хори, оттеснив на второй план их самоназвание. В некоторых случаях термин «тумат», может быть, превратился в нарицательное обозначение диковатых и воинственных сообществ. Такова вкратце теория традиции военизированных мужских союзов в основе формирования туматов. Дополнением к ней служит тот факт, что в русских документах XVII века хоринцы снова именуются двойным названием: «коринцы и батулинцы» (1640-е гг.) или «коринцы и батуринцы» (1660-е гг.), и по мнению создателя теории, сопутствующее название относится к той же традиции воинских мужских союзов, что ранее была известна как туматы.
Кроме того, её автор считает «городища» шибээ, оставленные носителями курумчинской культуры в Ангаро-Ленском междуречье и на берегах Байкала, туматскими мужскими домами, атрибутом такого рода организаций, как мужские союзы. В них, по его мнению, мужская молодежь проходила обряды инициаций и, возможно, проживала некоторое время.

### Туматы — этническая группа
Ранее Г. Д. Санжеева якутский учёный Г. В. Ксенофонтов в своей работе «Ураангхай-сахалар» обосновывал теорию о длительном пребывании якутов на территории Западной Бурятии (совр. Иркутская область). В этой монографии Г. В. Ксенофонтов впервые употребил понятие «племя тумат». Якутский учёный никак не обосновывал своего мнения о том, что туматы это отдельная этническая группа, этнический характер общности тумат был для него само собой разумеющимся фактом. Других версий он не рассматривал и, вероятно, даже не ставил вопроса о том, что туматы могли быть чем-то ещё, кроме племени. Основой восприятия Ксенофонтовым туматов, по всей видимости, был «Сборник летописей» Рашид ад-Дина, где в основном говорится о «племени тумат». Со времен издания монографии Ксенофонтова в науке понемногу начинает прописываться восприятие туматов как этнической группы (заметим, что сам Ксенофонтов даже не доказывал этого, не считая нужным, также он не заострял внимания на указании Рашид ад-Дина о туматах как о «племени и войске»).
Сторонники теории, считающей туматов этносом, выдвигают различные версии их этногенеза. Например, Б. Р. Зориктуев в своих работах отождествляет упоминающийся в китайских летописях этнос дубо с туматами. Такой же точки зрения в прошлом придерживались некоторые исследователи истории Хакасии и Тувы. Однако в недавнее время хакасский ученый В. Я. Бутанаев высказывался в том смысле, что туматы всё-таки монгольское племя, попавшее в состав хакасов после разгрома их восстания 1217 года. Появились и сторонники самодийского происхождения туматов, но через тюркский этап в конце раннего средневековья. В целом заметен уход приверженцев «этнической теории» о туматах от полемики с оппонентами, усматривающими в туматах военную организацию или мужской союз. Учёные, считающие туматов обычным племенем, либо никак не реагируют на тезисы Г. Д. Санжеева и Д. В. Цыбикдоржиева, либо в редких случаях попыток ответить на них, сводят вопрос к определению численности туматов и этимологии термина «тумэн/туман». Так, Б. Р. Зориктуев, находя нереальным исчисление хори в XIII веке в десятки тысяч, отказывался признавать возможность именования их войсковой организации тумэнами/туманами. Соответственно, по его мнению, если не могло быть десятков тысяч, то не могло существовать и название со смыслом «тумэны».

### Усть-Талькинская теория
Археолог В. С. Николаев в 2004 году в своей монографии «Погребальные комплексы кочевников юга Средней Сибири в XII—XIV веках. Усть-Талькинская культура» выделил усть-талькинскую культуру XII—XIV веков на Ангаре и, в попытке определить её этническую атрибуцию, обратился к истории туматов. Николаев прямо отождествил туматов с носителями этой культуры, но столь невнятно изложил свои доводы о том, почему именно туматы, а не другой народ средневековья им выбран на эту роль, что до настоящего времени его теория прошла практически незамеченной исследователями туматского вопроса. С другой стороны, археолог Б. Б. Дашибалов, специализировавшийся на археологии этого периода и считающий хори создателями курумчинской культуры (от которой В. С. Николаев отделяет усть-талькинскую), не высказывался в пользу тождества туматов и хори.